# Heidelberg-Kirchheim/Rohrbach
Heidelberg-Kirchheim/Rohrbach (niem: Bahnhof Heidelberg-Kirchheim/Rohrbach) – stacja kolejowa w Heidelbergu, w kraju związkowym Badenia-Wirtembergia, w Niemczech. Jest to druga pod względem wielkości stacja kolejowa w Heidelbergu po Heidelberg Hauptbahnhof. Stacja znajduje się w obszarze sieci Verkehrsverbund Rhein-Neckar (VRN). Od grudnia 2003 roku jest niemal wyłącznie obsługiwana przez linie S3 i S4 S-Bahn RheinNeckar.
Według klasyfikacji Deutsche Bahn posiada kategorię 4.

## Położenie
Dworzec kolejowy Heidelberg-Kirchheim/Rohrbach znajduje się wzdłuż linii kolejowej z Heidelbergu do Karlsruhe (Rheintalbahn) między dwoma dzielnicami Heidelbergu Kirchheim i Rohrbach.
Do stacji prowadzi most na Bürgerstraße, która łączy te dwie dzielnice. Most jest przystankiem linii autobusowej nr 33.
Ponadto stacja posiada około 25 miejsc parkingowych, parking dla rowerów i osób na wózkach inwalidzkich.

## Historia
Do Kirchheim została doprowadzona Rheintalbahn, otwarta 10 kwietnia 1843 na odcinku Bruchsal-Heidelberg-Karlsruhe, zbudowana przez Badischen Staatseisenbahnen. Najpierw jednak żadna stacja kolejowa w Kirchheim nie została zbudowana. Powstała ona dopiero w 1865 roku. Dzisiejszy budynek dworca został zbudowany w 1914 roku i jest obiektem zabytkowym.
Początkowo pociągi z Kirchheim kursowały przez łącznicę do starego głównego dworca kolejowego w Heidelbergu, który został zaprojektowany jako stacja czołowa. Problemy miejskie przez częściowe przedłużenie głównego dworca kolejowego w Heidelbergu w 1862 i brak możliwości ekspansji doprowadziło na początku XX wieku do decyzji, by główny dworzec kolejowy przenieść kilometr na zachód i zbudować tam nową stację tranzytową. Łącznica do starego dworca kolejowego została zamknięta i zbudowano nową trasę do głównego dworca kolejowego.
W 2003 roku poprzez integrację Rheintalbahn do Karlsruhe w sieć S-Bahn RheinNeckar, przystosowano stację do obsługi osób niepełnosprawnych. Otwarcie S-Bahn nastąpiło nowego rozkładu jazdy 2003/2004, w dniu 14 grudnia 2003.

## Linie kolejowe
- Rheintalbahn